# 朱壽鍊
朱壽鍊（1584年1月11日—1627年2月8日），號純白，明朝魯藩新蔡王府輔國將軍，管理新蔡王府事，新蔡恭惠王朱觀煃之孫，新蔡王朱頤掛之侄。

## 生平
萬曆十一年十一月二十九日（1584年1月11日），朱壽鍊出生。後封輔國將軍。
萬曆四十年（1612年），新蔡王朱頤掛去世。因其無子，新蔡王的封爵被廢除，後由朱壽鍊管理新蔡王府事。
天啟六年十二月二十三日（1627年2月8日），朱壽鍊去世，享年四十四歲。因其無子，後事由其弟輔國將軍朱壽（號又白）負責辦理。

## 家庭

### 妻
- 劉氏，封夫人

### 女
- 魚丘縣君，儀賓王鑣[3]

## 墓葬
朱壽鍊葬於兗州府城東南泗水橋迤東南之原（今山東省濟寧市兗州區兴隆庄镇南李家村東北）。其墓葬在清朝宣統二年（1910年）修建津浦鐵路時被發現，隨後其遺骨被遷往舞雩台附近的朱氏塋地。